# Alt-J

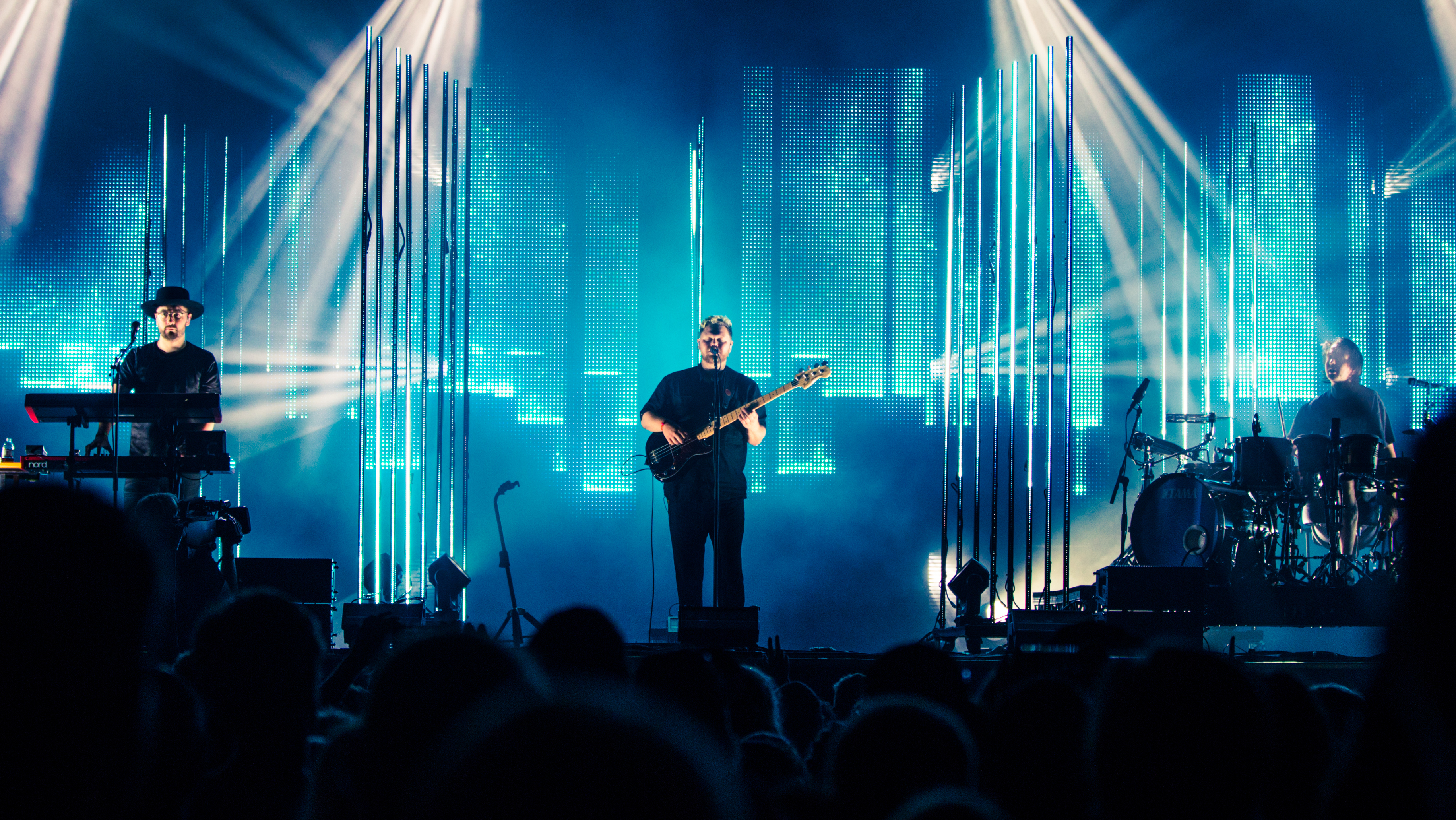
Bonnaroo Festivalen 2018.

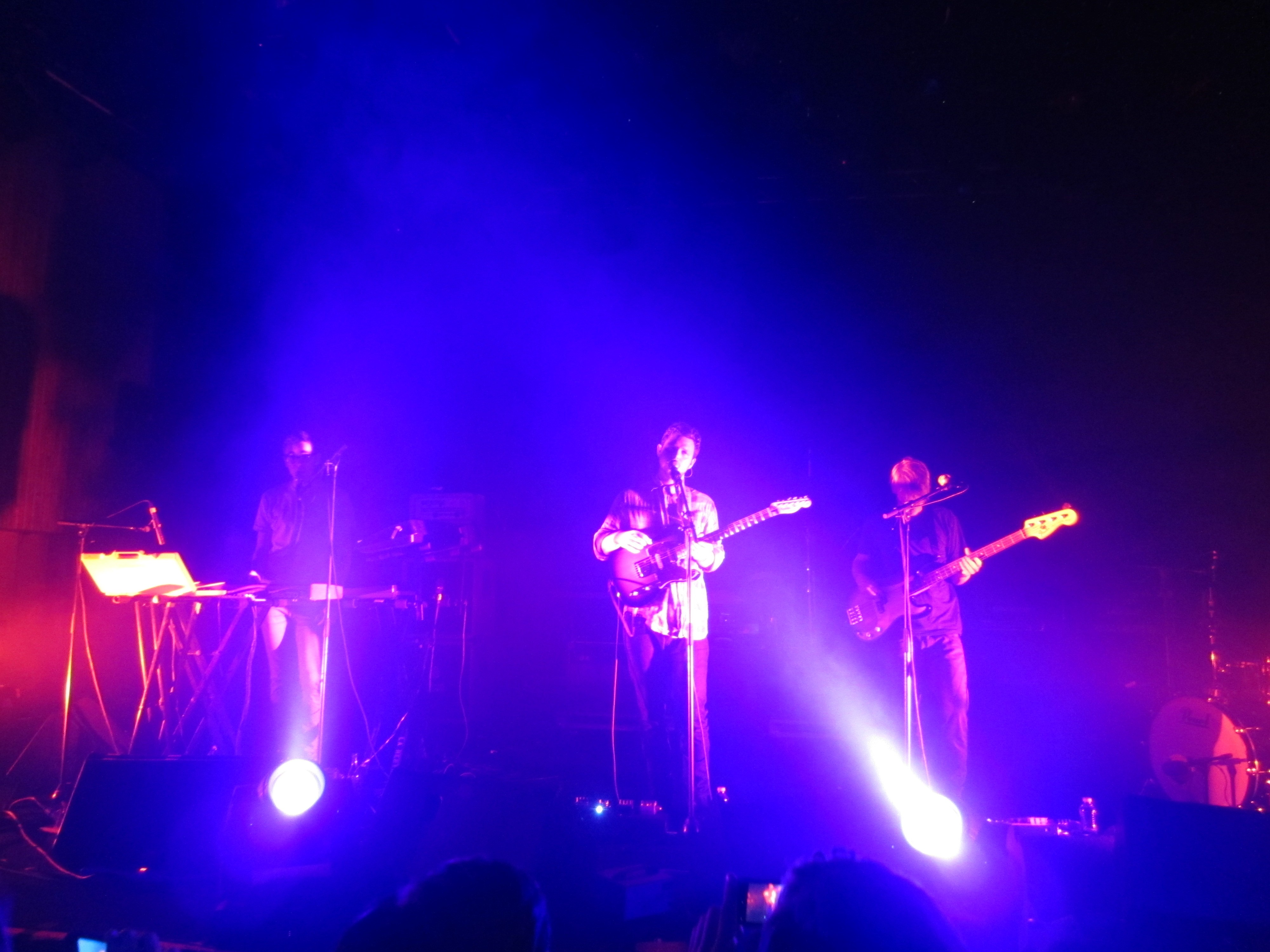
Alt-J spelar på Way Out West 2012.

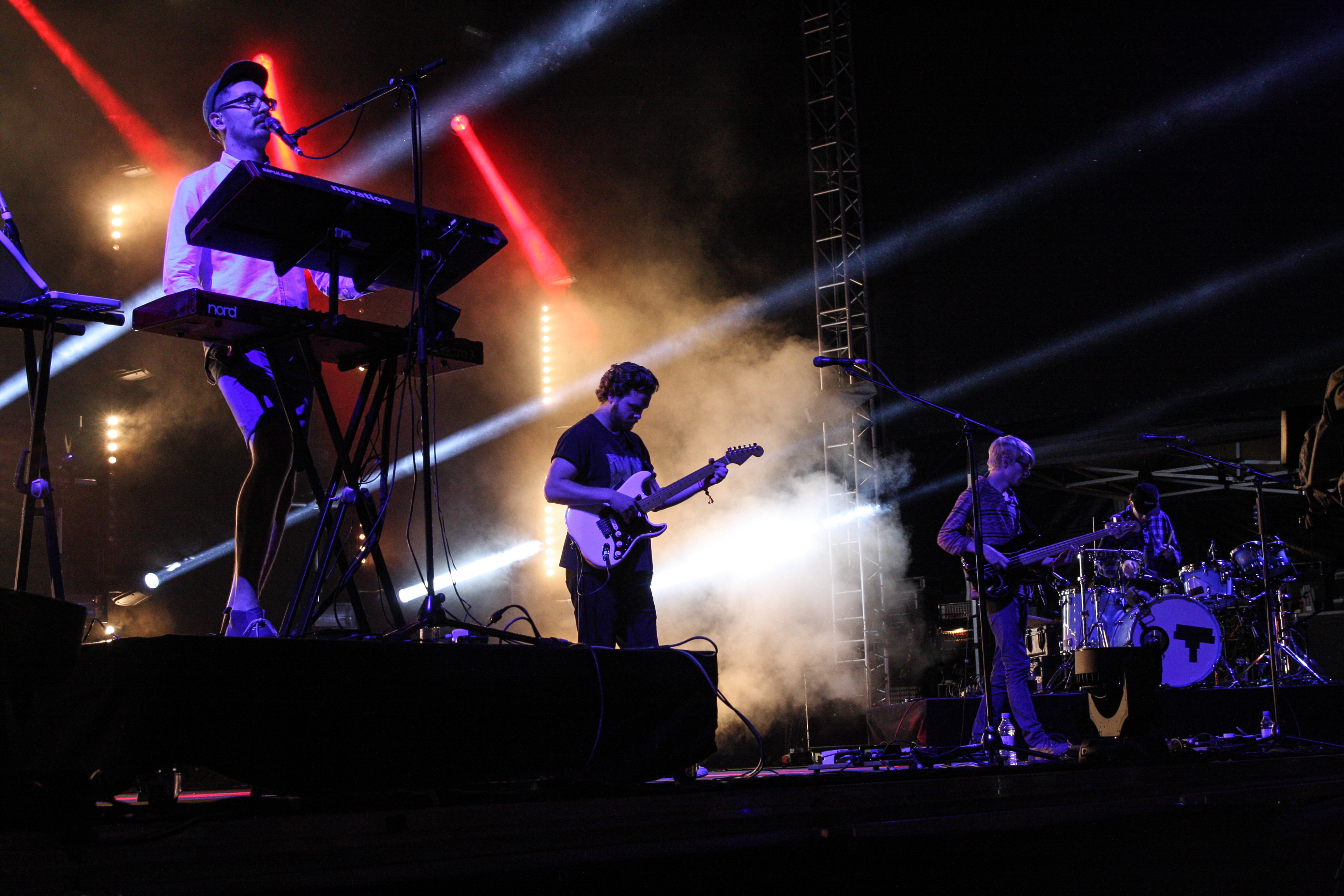
Melt! festivalen 2013.

∆ (uttalat Alt-J) är en brittisk alternativ indierock-kvartett från Leeds, bildade år 2007. Deras debutalbum An Awesome Wave utgavs i maj 2012 i Sverige samt resten av Europa och september 2012 i USA. Albumet vann även 2012 års Mercury Prize i Storbritannien.

## Bakgrund
∆ bildades när Gwil Sainsbury (gitarrist/basist), Joe Newman (gitarrist, vokalist), Gus Unger-Hamilton (keyboard) och Thom Green (trummor) träffades på University of Leeds år 2007.
Efter att de hade tagit sina examen flyttade de till Cambridge, de spelade dock in sitt debutalbum i Brixton. Gus studerade engelsk litteratur, de andra tre studerade de sköna konsterna. Under deras andra år spelade Newman ett par av sina egna låtar för Sainsbury, låtarna var inspirerade av hans gitarrspelande pappa och droger. De började spela in i sina studentrum där Gwil agerade producent på GarageBand. Bandet tillbringade två år med att repa, innan de skrev skivkontrakt med Infectious Records under 2011.
∆:s namn uttalas “Alt-J”, vilket är tangentbordsgenvägen som används på Apples OS X för att infoga den grekiska bokstaven Delta. "Alt-J" var tidigare kända som både 'Daljit Dhaliwal' och 'Films'.

## Musikkarriär

### Första utgivningar
Deras självbetitlade första EP ∆ spelades in tillsammans med producenten Charlie Andrew i London och innehöll låtarna "Breezeblocks", "Hand-Made", "Matilda" och "Tessellate". En 7-tums-singel innehållande "Bloodflood" och "Tessellate" utgavs av Loud and Quiet i oktober 2011.
Deras första utgivning för Infectious Records var den triangelformade 7"-singeln "Matilda"/"Fitzpleasure", följd av "Breezeblocks" som förhandsspår inför deras första album An Awesome Wave, utgiven den 25 maj 2012 i Storbritannien, Europa och Australien. Albumet utgavs den 18 september 2012 i USA via Canvasback Music. Gruppens signaturmix av mångsidig folkinfluerad dub-pop och konstrock har blivit jämförd med artister såsom Hot Chip, Wild Beasts och Everything Everything.

### An Awesome Wave
Deras debutalbum hade influenser från ett flertal musikgenrer, däribland (folk, rock-bas, catchig pop, hiphop-beats, triphop-atmosfär, indierock, elektroniska tunga synth-riff). Texterna är intima, personliga, ibland även konfessionella, späckade med film- och litteraturreferenser inklusive anspelningar på Den gode, den onde, den fule, Luc Bessons Léon och Maurice Sendaks' Till vildingarnas land.
Deras debutalbum vann 2012 års Mercury Music Prize i Storbritannien.

## Konserter
∆ var förband åt Wild Beasts i april 2012 och påbörjade en liten konsertturné i Storbritannien och Irland. Turnén tog fart den 24 maj 2012 på Dublin Academy och avslutades den 1 juni när bandet var huvudband på musikfestivalen Bristol Cooler.
Bandet spelade på ett stort antal av sommarfestivalerna 2012, inklusive Latitude Festival, Tramlines Festival, Bestival, Reading och Leeds, End of the Road Festival, Milhões de Festa, T in the Park, Green Man, Pukkelpop, Lowlands, and Into The Great Wide Open.
∆ gjorde sitt första uppträdande i Sverige den 10 augusti 2012 på musikfestivalen Way Out West.

## Medlemmar
Nuvarande medlemmar
- Joe Newman – gitarr, basgitarr, sång (2007–)
- Thom Sonny Green – trummor (2007–)
- Gus Unger-Hamilton – keyboard, sång (2007–)

Turnerande medlemmar
- Cameron Knight – gitarr, basgitarr, sampler (2014–2016)

Tidigare medlemmar
- Gwil Sainsbury – gitarr, basgitarr (2007–2014)

## Diskografi

### Studioalbum
| Titel           | Album | Topplacering | Topplacering | Topplacering | Topplacering | Topplacering | Topplacering | Certifieringar |
| Titel           | Album | UK           | BEL (VI)     | BEL (Wa)     | FRA          | NL           | SWI          | Certifieringar |
| --------------- | --- | ------------ | ------------ | ------------ | ------------ | ------------ | ------------ | -------------- |
| An Awesome Wave | - Utgivning: 25 maj 2012 (UK/EU/AU); 18 september 2012 (Nordamerika) - Skivbolag: Infectious Music, Canvasback Music - Format: CD, digital download | 13           | 21           | 72           | 54           | 18           | 89           | - BPI: Guld    |

### EP:er
| Titel       | Album                                                                          |
| ----------- | ------------------------------------------------------------------------------ |
| ∆ (Demo-EP) | - Utgivning: 2011 - Skivbolag: Infectious Music - Format: CD, digital download |

### Singlar
| År   | Titel                       | Topplacering | Topplacering | Topplacering | Topplacering | Album           |
| År   | Titel                       | UK           | UK Indie     | AUS          | US Alt.      | Album           |
| ---- | --------------------------- | ------------ | ------------ | ------------ | ------------ | --------------- |
| 2011 | "Tessellate / Bloodflood"   | —            | —            | —            | —            | An Awesome Wave |
| 2012 | "Matilda / Fitzpleasure"    | —            | —            | —            | —            | An Awesome Wave |
| 2012 | "Breezeblocks"              | 75           | 6            | 93           | —            | An Awesome Wave |
| 2012 | "Tessellate"                | 120          | 6            | —            | —            | An Awesome Wave |
| 2012 | "Something Good"            | 76           | 7            | —            | —            | An Awesome Wave |
| 2012 | "Matilda" (re-release)      | 95           | —            | —            | —            | An Awesome Wave |
| 2012 | "Fitzpleasure" (re-release) | —            | —            | —            | 29           | An Awesome Wave |

### Låtar i populärkultur (i urval)
| År   | Låt                            | Projekt                    | Ref    |
| ---- | ------------------------------ | -------------------------- | ------ |
| 2011 | "Buffalo (feat. Mountain Man)" | Silver Linings Playbook    | [ 24 ] |
| 2015 | "Something Good"               | Life Is Strange            | [ 25 ] |
| 2016 | "Left Hand Free"               | Captain America: Civil War | [ 26 ] |
| 2020 | "In Cold Blood"                | Extraction                 | [ 27 ] |